# 바비 던바 실종 사건

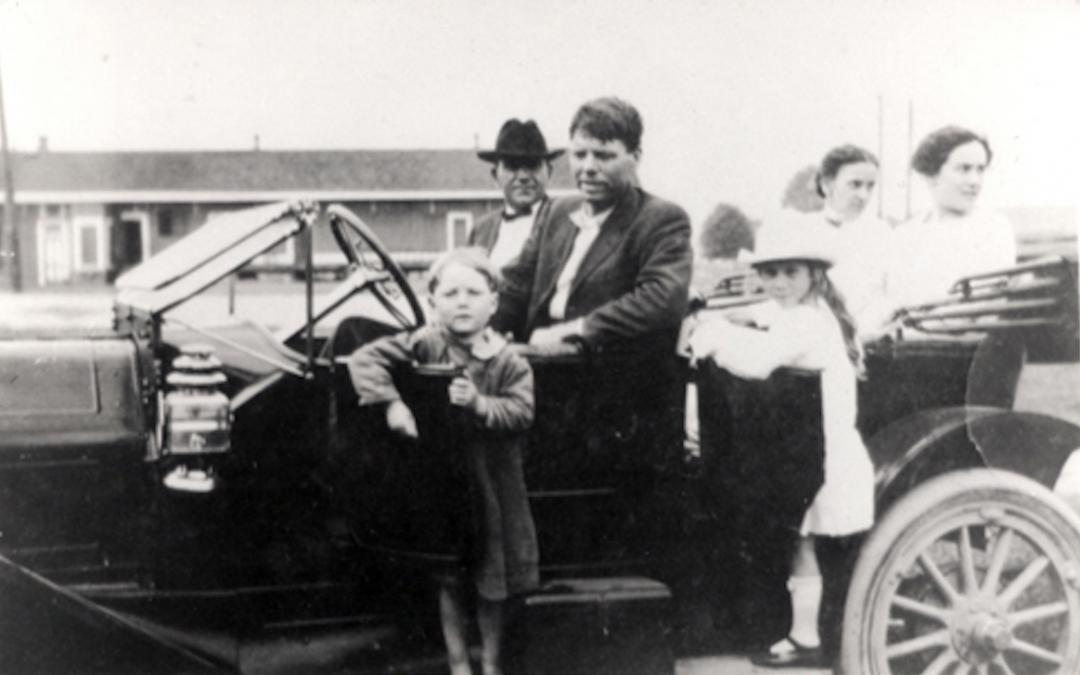
자동차 앞에 있는 남자아이가 바비 던바의 인생을 살았던 가짜 바비 던바.

바비 던바(Bobby Dunbar)는 1912년 8월 실종된 미국 남아로, 실종 당시 4세였다. 1912년 ~ 1913년 8개월 동안 전국적인 수색이 이루어졌고, 당국은 미시시피의 윌리엄 켄트웰 월터스(William Cantwell Walters)라는 사람이 아이를 데리고 있었다는 결론을 내렸다. 던바의 부모는 그 아이가 잃어버린 자기네 아이가 맞다고 주장했다. 그러나 월터스와 줄리아 앤더슨(Julia Anderson)이라는 여자는 그 아이가 앤더슨의 아이라고 주장했다. 법원은 던바 가족의 손을 들어주었으며, 그 아이는 이후 던바 가족과 함께 바비 던바로서 인생을 살다 1966년 죽었다.
2004년 이루어진 DNA 검사 결과 월터스가 데리고 있다가 던바 가족에게 빼앗긴 아이의 유전자는 던바 가족과 일치하지 않음이 밝혀졌다.

## 같이 보기
- 와인빌 양계장 연쇄 살인사건